# Maria Montserrat Planella Poletti
Montserrat Planella i Poletti (Barcelona, 1878 - 23 d'abril de 1932) va ser una pintora catalana de finals del segle xix i principis del xx, especialitzada en pintura de flors.

## Biografia
Procedia d'una nissaga d'artistes del segle xix. Filla de Macari Planella i Roura i d'Àurea Poletti i Roura, es va formar als tallers dels pintors Francesc Amigó i Ricard Martí i Aguiló. El seu pare era mestre d'obres i va publicar diferents escrits sobre art i arquitectura, entre els quals destaquen un estudi sobre el monestir de Santa Maria de Ripoll a La Il·lustració Catalana (1884), en el qual defensava la restauració del conjunt. Destaquen també el seu oncle, l'antiquari, pintor, restaurador i col·lecionista Alexandre Planella i Roura, que al seu torn heretava la tradició familiar de la botiga de materials artístics que havia obert l'escenògraf Nicolau Planella Travé al carrer ample de Barcelona (avi de Montserrat). Igualment, el seu besavi Bonaventura Planella i Conxello era un escenògraf de renom a la ciutat.
L'any 1904 es va casar amb Eduard Padrós i Margenat, conegut comerciant de Barcelona, amb qui va tenir tres fills (Montserrat, Lluís i Eduard). Vivien al passeig de Sant Joan de Barcelona, al número 53, segons consta en alguns dels catàlegs d'exposicions en què va participar.
L'any 1921 va enviudar i Montserrat va reprendre la seva activitat artística. L'any següent el pintor Frederic Masriera i Vila li feia un retrat a l'oli de bones dimensions, vestida de dol.
Va morir als 54 anys a la seva casa del passeig de Sant Joan el dia de Sant Jordi de 1932.

## Trajectòria
Les primeres notícies que es tenen de la seva trajectòria artística fan referència a la participació a finals del segle xix en les exposicions femenines d'art que va organitzar la Sala Parés entre 1896 i 1900.
Amb posterioritat no està documentada fins al 1918, potser a causa del seu matrimoni. Entre aquest any i el 1922 va participar en les exposicions d'art que es feien anualment al Palau Municipal de Belles Arts de Barcelona, organitzades per la Junta Municipal d'Exposicions, mostrant sobretot pintura de flors. Així, per exemple, a l'edició de 1918 hi presentava l'obra Flors de primavera, a les sales dels artistes independents i dins de la secció d'arts aplicades. A la del 1919 mostrava la pintura Clavells vermells i blancs, amb els artistes del Cercle Artístic de Sant Lluc, el 1920 Peonias i el 1921 Branques florides.
L'any 1921 va exposar a la Sala Parés de Barcelona i el 1926 va participar en la Exposición Nacional de Bellas Artes de Madrid, amb l'oli Claveles. El maig de 1928 va exposar individualment les seves pintures de flors a les Galeries Laietanes de Barcelona, l'única exposició individual que se li coneix. El 1929 va estar present a l'Exposició Internacional de Barcelona. A La Veu de Catalunya explicaven que "La coneguda pintora barcelonina presenta més d'un quadre en el qual destaquen unes belles mimoses entre uns brocats de seda magistralment pintats, tres belles composicions de gran originalitat". En aquesta mateixa exposició també s'hi van poder veure obres de les artistes Lluïsa Vidal, Maria Lluïsa Güell o Margarida Sans Jordi, entre d'altres.
També va exposar a San Diego i San Francisco.

## Obra
La seva pintura, de la qual s'ha dit que té influències impressionistes, mostra una bona formació acadèmica, amb un bon ofici. Utilitzava una paleta de color àmplia amb una pinzellada solta i empastada. De la documentació i de les poques obres que se'n coneixen es desprèn que principalment va fer pintura de flors, un tema molt reiterat en les pintores del segle xix, del qual un dels seus mestres, Ricard Martí, n'era especialista.